# NGC 1512
NGC 1512 és una galàxia espiral barrada a uns 30 milions d'anys llum en la constel·lació del Rellotge. És un membre del Grup de l'Orada.

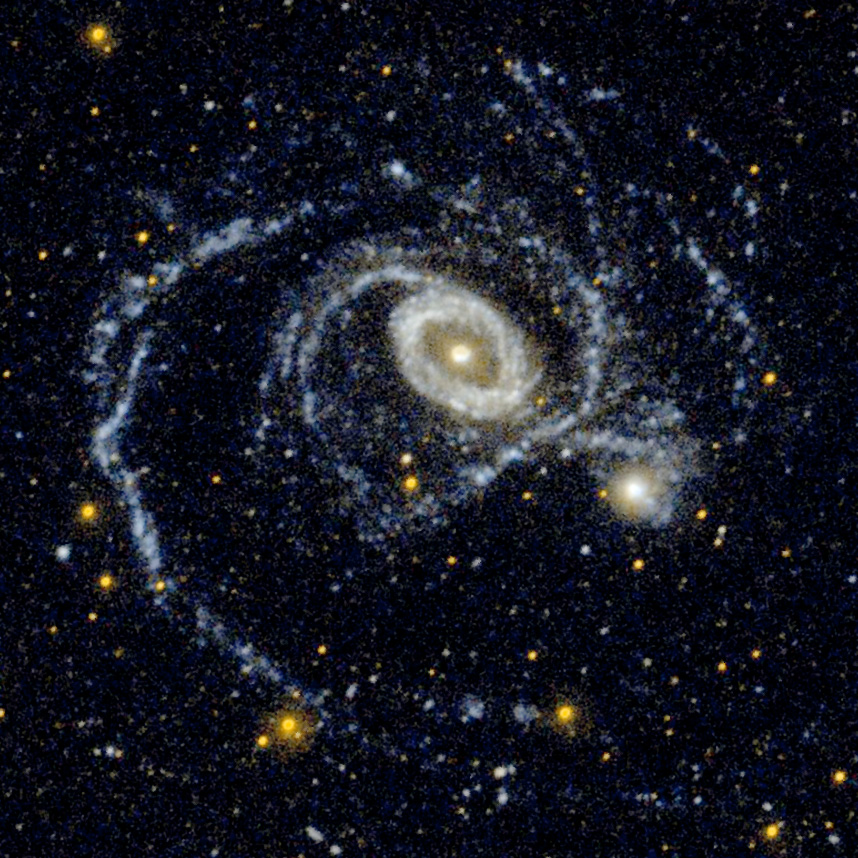
Una imatge ultraviolada de l'NGC 1510 i l'NGC 1512 obtinguda amb el GALEX. La imatge mostra que el NGC 1512 té braços espirals que s'estenen clarament més enllà de disc òptic. Font:GALEX/NASA/JPL-Caltech.